# D-Day: America Invades
D-Day: America Invades est un jeu vidéo de type wargame développé par Atomic Games et publié par Avalon Hill en 1995 sur IBM PC et Macintosh. Il est le troisième volet de la série de wargames World at War et fait suite à Operation Crusader (1994) et Stalingrad (1995),. Il est initialement imaginé par Atomic Games comme une adaptation de V for Victory I: Utah Beach avec le moteur de jeu de World at War mais le studio conçoit finalement un jeu presque entièrement nouveau. Il ne reprend ainsi que deux scénarios de son prédécesseurs, qui bénéficient d'améliorations, et en propose cinq nouveaux,. Comme son prédécesseur, il se déroule pendant la Seconde Guerre mondiale et simule le débarquement de Normandie. Il est le dernier jeu développé par Atomic Games à être publié par Avalon Hill avant le divorce entre le studio et l'éditeur.

## Accueil
| D-Day: America Invades |      |       |
| Média                  | Pays | Notes |
| Computer Gaming World  | US   | 2/5   |
| Joystick               | FR   | 86 %  |
| Next Generation        | RU   | 4/5   |
| PC Gamer US            | US   | 95 %  |